# Alastair Laing
Pour les articles homonymes, voir Laing.
Ne doit pas être confondu avec Alastair Laing.
Alastair Laing est un historien d'art, né à Édimbourg en 1944, et décédé le 29 juin 2024
.
Francophile, il était un spécialiste de François Boucher.

## Études
C'est à l'université d'Oxford qu'il étudie l'histoire, car l'histoire de l'art n'est pas encore une matière universitaire.

## Conservateur
En 2005, il devient conservateur des peintures et des sculptures au National Trust, à Londres.
Lorsqu'il prend sa retraite, il a consacré 26 ans à la mise en valeur des collections de peintures dans 120 « maisons historiques »
.

## Ouvrages
- Alastair Laing, Les dessins de François Boucher, 2003 (présentation en ligne)

- Alastair Laing et Pierre Rosenberg, Renaissance de la collection de dessins du musée Antoine-Lécuyer, 1550-1950, L'Œil d'Or, 2005 (ISBN 9782913661172, présentation en ligne)
- Alastair Laing, Nicolas Surlapierre et Yohan Rimaud, Une des provinces du rococo : La Chine rêvée de François Boucher, 2019 (présentation en ligne)